# Keene Curtis
Keene "Holbrook" Curtis (Salt Lake City (Utah), 15 februari 1923 – Bountiful (Utah), 13 oktober 2002) was een Amerikaanse tv- en toneelacteur.

## Biografie
Curtis heeft gestudeerd op de Universiteit van Utah en haalde daar zijn Bachelor en Master. Op de deze universiteit was hij student maar ook cheerleader. Nadat hij de universiteit had verlaten ging hij voor drie jaar naar de United States Navy.
Curtis begon in 1955 met zijn acteercarrière in het Broadway als toneelregisseur. Zijn eerste optreden als speler was in 1965 met het stuk You can't Take It with You. In 1971 kreeg hij een Tony Award voor Beste Acteur in een Musical met het stuk The Rothschilds. Verder heeft hij gespeeld in The Cherry Orchard, A Patriot for Me, Via Galactica, Annie en La Cage Aux Folles. Curtis werd genomineerd voor een Obie Award voor zijn rol als Bradley in The Cocktail Hour.
Curtis begon in 1948 met acteren voor tv in de film Macbeth. Hierna heeft hij nog meerdere rollen gespeeld in televisieseries en films zoals Hawaii Five-O (1974-1975), Lou Grant (1978-1981), The Dukes (1983), Cheers (1990-1993), I.Q. (1994), The Drew Carey Show (1996-1997) en Sunset Beach (1997-1998).
Curtis overleed in 2002 in Bountiful (Utah) door complicaties van de ziekte van Alzheimer.

## Filmografie

### Films
- 1998 Richie Rich's Christmas Wish – als Herbert Cadbury
- 1998 Legalese – als rechter Handley
- 1997 Mother Theresa: In the Name of God’s Poor – als Van Exem
- 1994 I.Q. – als Eisenhower
- 1993 Gypsy – als mr. Kringelien
- 1993 Sliver – als Gus Hale
- 1990 Labada – als Singleton
- 1990 The Easter Story – als Pontius Pilate
- 1984 The Buddy System – als dr. Knitz
- 1984 The Hoboken Chicken Emergency – als Crandall
- 1982 The Smurfs Springtime Break – als Balthazar (stem)
- 1982 Modesty Blaise – als Gerald Tarrant
- 1978 Heaven Can Wait – als Oppenheim
- 1978 Rabbit Test – als dr. Julius Lasse-Braun
- 1978 American Hot Wax – als mr. Leonard
- 1977 The Royal Family - als Herbert Dean
- 1977 The Magnificent Magnet of Santa Mesa – als mr. Undershaft
- 1975 Strange New World – als dr. William Scott
- 1975 The Wrong Damn Film – als agent Bradfort en zakenman Wilton en verkoper Hughes
- 1975 Stowaway to the Moon – als Tom Estes
- 1974 The Missiles of October – als John McCone
- 1974 The Lady's Not for Burning – als Hebble Tyson
- 1973 Blade – als Steiner
- 1948 Macbeth – als Lennox

### Televisieseries
Uitgezonderd eenmalige gastrollen.
- 1998 The Pretender – als mr. Fenigor – 4 afl.
- 1997 – 1998 Sunset Beach – als Quint – 6 afl.
- 1996 – 1997 The Drew Carey Show – als pastor Lindemann – 2 afl.
- 1997 Ally McBeal – als rechter Johnnson Hawk – 2 afl.
- 1993 – 1994 Swat Kats: The Radical Squadron – als beroemde expert – 4 afl.
- 1990 – 1993 Cheers – als John Allen Hill – 15 afl.
- 1991 The Pirates of Dark Water – als stem en Garen – 8 afl.
- 1982 – 1989 Smurfs – als Balthazar - ? afl. (animatieserie)
- 1983 The Dukes – als diverse stemmen – 20 afl.
- 1983 Amanda's – als Clifford Mundy – 11 afl.
- 1982 Benson – als ?? – 2 afl.
- 1980 One in a Million – als mr. Cushing – 13 afl.
- 1973 The Magician – als Max Pomeroy – 4 afl.

- Biblioteca Nacional de España: XX1326438
- Bibliothèque nationale de France: cb14167814q (data)
- Gemeinsame Normdatei: 134771982
- International Standard Name Identifier: 0000 0000 5935 3055
- Library of Congress Control Number: nr00011914
- Virtual International Authority File: 22351194
- WorldCat: E39PBJr7WpFWbrbXrf7BJTBByd